# Nora Leschkowitz
Nora Leschkowitz (* 4. September 1977 in Köthen (Anhalt)) ist eine deutsche Schauspielerin.

## Leben
Nora Leschkowitz schloss ihre schulische Ausbildung 1997 mit dem Abitur auf dem Berliner „5. Gymnasium Marzahn“ ab.
Danach besuchte sie die Hochschule für Schauspielkunst „Ernst Busch“ Berlin und stand dort während der Ausbildung bereits etliche Male auf der Bühne, beispielsweise mit Gyges und sein Ring (Regie: Robert Schuster) oder mit Bremer Freiheit (Regie: Ron Rosenberg).
Seit der Spielzeit 2004 gehört Leschkowitz zum festen Ensemble des Kasseler Staatstheaters, dort konnte sie bereits in mehreren großen Rollen (z. B.: Polly Peachum in Die Dreigroschenoper, Rosa in Rosa und Blanca) überzeugen.

### Theater (Auswahl)
- Dreigroschenoper von Brecht/Weill, Rolle: Polly Peachum, Regie: Volker Schmalör
- Listen to the music, Regie: Kay Voges
- Der Stoff, aus dem die Helden sind, Rolle: Isabell, Leitung: Dietmar Loeffler
- Rosa und Blanca, Rolle: Rosa, Regie: Thomas Bockelmann